# Gynoplistia unimaculata
Gynoplistia unimaculata är en tvåvingeart som beskrevs av Alexander 1922. Gynoplistia unimaculata ingår i släktet Gynoplistia och familjen småharkrankar. Inga underarter finns listade i Catalogue of Life.